# Orchard (Iowa)
Orchard est une ville du comté de Mitchell, en Iowa, aux États-Unis. Elle est fondée en 1869 et incorporée le 10 juillet 1913.

## Source de la traduction
- (en) Cet article est partiellement ou en totalité issu de l’article de Wikipédia en anglais intitulé « Orchard, Iowa » (voir la liste des auteurs).